# Noelia Fernández
Pour les articles homonymes, voir Fernández.
Noelia Fernández Navarro (née le 21 septembre 1976 à Alicante) est une gymnaste rythmique espagnole.

## Palmarès

### Championnats d'Europe
- Göteborg 1990
  -  médaille de bronze au concours général par équipe.